# Floral City
Floral City – jednostka osadnicza w Stanach Zjednoczonych, w stanie Floryda, w hrabstwie Citrus.